# Paradeuniform

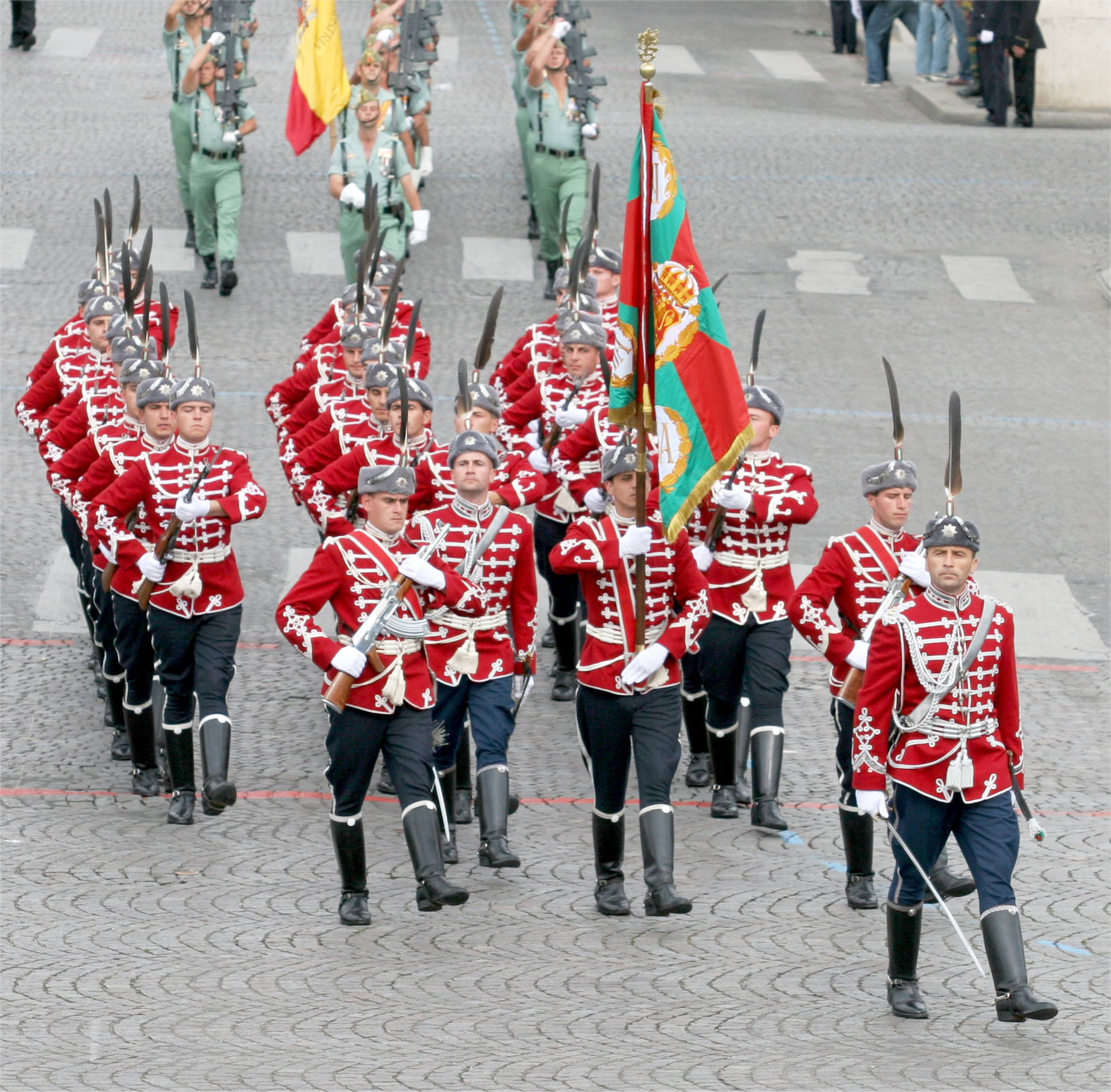
Bulgarische Nationalgarde in Paradeuniform zum 14. Juli auf den Champs Elysées.

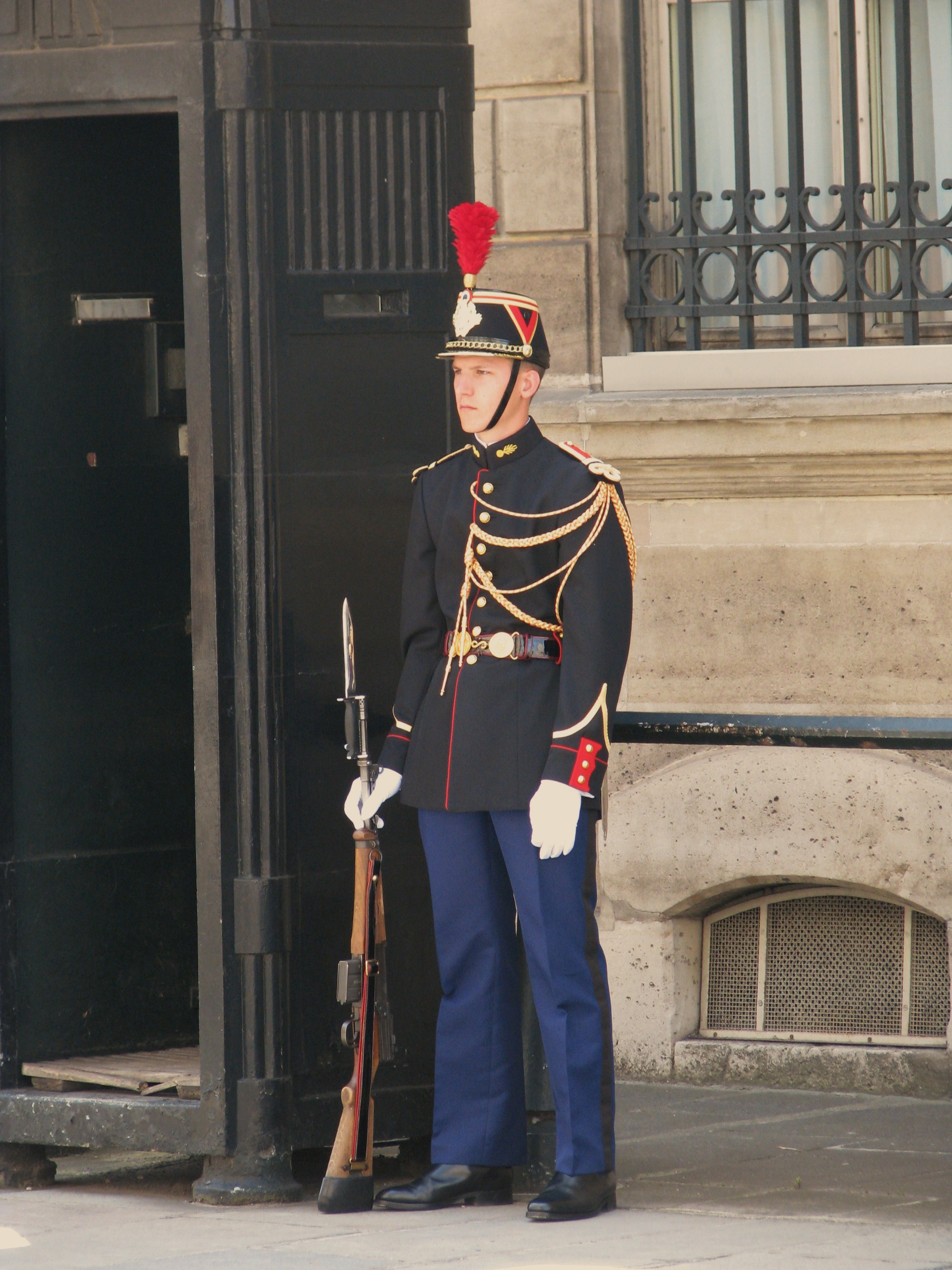
Ehrenposten der Garde républicaine in Paradeuniform vor dem Élysée-Palast

Die Paradeuniform (engl. Full dress uniform) ist eine besondere Art des Anzugs uniformierter Dienste, in der meist auf historische Vorbilder zurückgegriffen wird und die bei bestimmten Anlässen getragen wird.
Im Gegensatz zur Ausgehuniform oder dem Dienstanzug wird die Paradeuniform zu besonderen Anlässen, insbesondere zu Paraden, Zeremonien und Ehrenwachen, getragen. Die Uniform geht meist auf historische Bezüge der Organisation zurück. Meist wird eine Ordenspange mit den Auszeichnungen und Seitenwaffen getragen. Sie ist die festlichste Uniform nach dem Protokoll und entspricht dem zu solchen Anlässen getragenen zivilen Cutaway. Als Abendgarderobe wird anstatt der Paradeuniform der Gesellschaftsanzug oder die Galauniform getragen.
Je nach Staat und uniformiertem Dienst unterscheiden sich die Uniformen in Ausführung, Abzeichen und Kopfbedeckung. In Deutschland kennt die Bundeswehr keine Paradeuniform, sondern sieht bei solchen Anlässen den großen Dienstanzug vor.